# Hymn Mandżukuo
Podczas swojej 13-letniej historii, Mandżukuo miało dwa hymny państwowe.

## Hymn z 1933
Pierwszy hymn państwowy został przyjęty 24 lutego 1933 roku. Autorem słów hymnu był pierwszy premier Mandżukuo, Zheng Xiaoxu. Zawarł w pieśni odwołania do filozofii konfucjańskiej i dynastii Qing.
| Tekst chiński (pismo tradycyjne) | Hanyu pinyin                                        |
| -------------------------------- | --------------------------------------------------- |
| 天地內 有了新滿洲                | Tiāndì nèi, yǒu liǎo xīn Mǎnzhōu                    |
| 新滿洲 便是新天地                | Xīn Mǎnzhōu, biàn shì xīn tiān dì                   |
| 頂天立地 無苦無憂 造成我國家     | Dǐng tiān lì dì, wú kǔ wú yōu, zào chéng wǒ guójiā, |
| 只有親愛竝無怨仇                 | Zhǐ yǒu qīn’ài bìng wú yuànchóu.                    |
| 人民三千萬 人民三千萬            | Rénmín sān qiān wàn, rénmín sān qiān wàn,           |
| 縱加十倍也得自由                 | Zòng jiā shí bèi yě dé zìyóu                        |
| 重仁義 尚禮讓 使我身修           | Zhòng rényì, shàng lǐràng, shǐ wǒ shēn xiū,         |
| 家已齊 國已治 此外何求?          | Jiā yǐ qí, guó yǐ zhì, cǐwài hé qiú?                |
| 近之則與世界同化                 | Jìn zhī, zé yǔ shìjiè tónghuà                       |
| 遠之則與天地同流                 | Yuǎn zhī, zé yǔ tiāndì tóng liú                     |

## Hymn z 1942
5 września 1942 premier Mandżukuo Zheng Xiaoxu napisał nowy tekst, bardziej skoncentrowany na Japonii. Melodię hymnu skomponował japoński dyrygent Kosaku Yamada. Miał on również swoją japońską wersję.
| Tekst chiński (pismo tradycyjne) | Hanyu pinyin                                           |
| -------------------------------- | ------------------------------------------------------ |
| 神光開宇宙 表裏山河壯皇猷        | Shén guāng kāi yǔzhòu, biǎolǐ shānhé zhuàng huáng yóu, |
| 帝德之隆 巍巍蕩蕩莫與儔          | Dìdé zhī lóng wēiwēi dàngdàng mò yǔ chóu               |
| 永受天祐兮 萬壽無疆薄海謳        | Yǒng shòu tiān yòu xī, wànshòuwújiāng bó hǎi xú        |
| 仰贊天業兮 輝煌日月侔            | Yǎng zàn tiān yè xī, huīhuáng rì yuè móu               |
| Japoński                         | Transkrypcja Hepburna                                  |
| おほみひかり あめつちにみち      | Ōmi hikari ametsuchi ni michi                          |
| 帝德は たかくたふとし            | Teitoku wa takaku tōtoshi                              |
| とよさかの 萬壽ことほぎ          | Toyosaka no banju kotohogi                             |
| あまつみわざ あふぎまつらむ      | Amatsumiwaza aogimatsuran                              |